# Tứ phủ

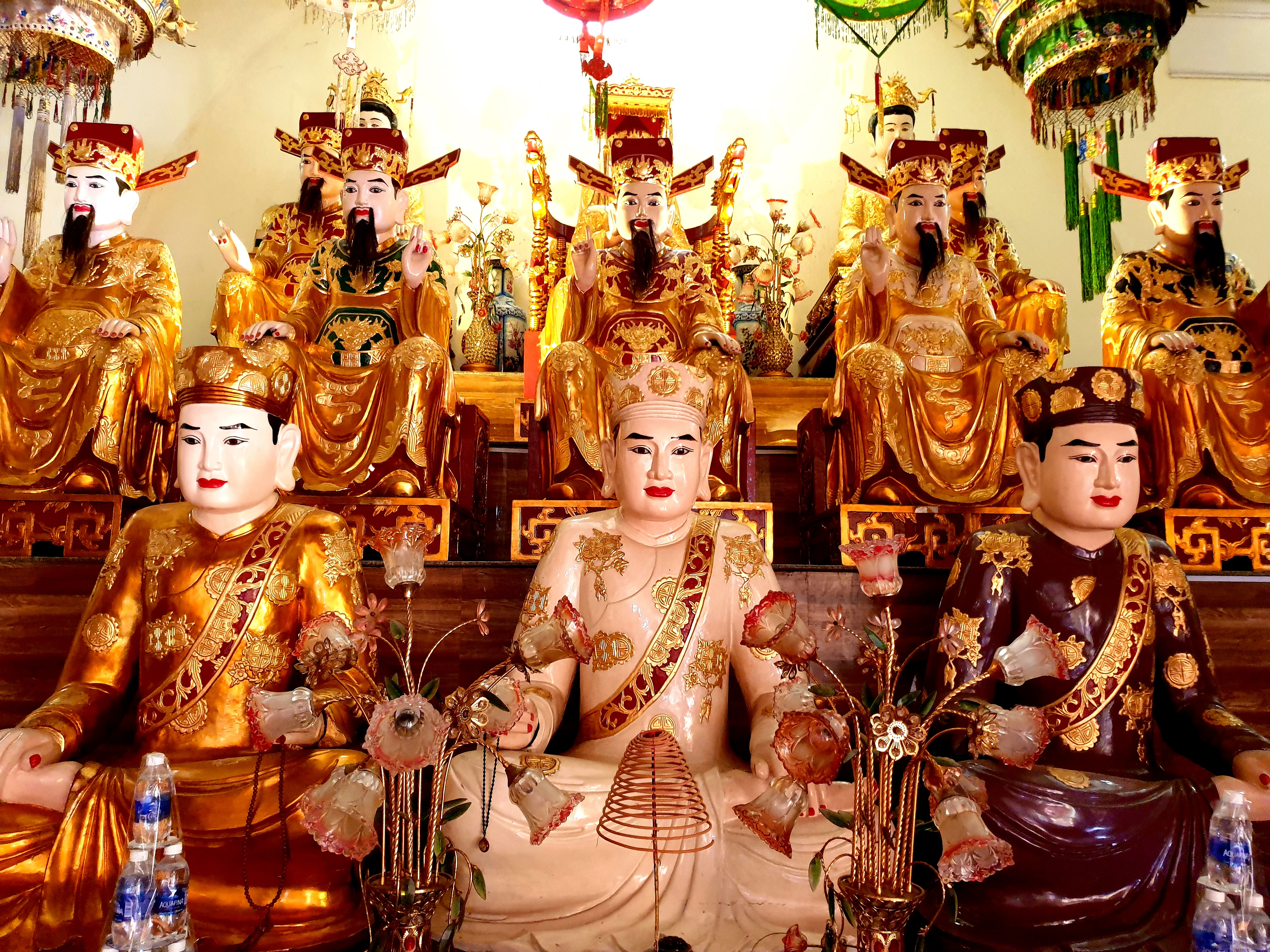
Ban thờ Chư vị Tôn quan Tứ Phủ tại chùa Giác Hải ở Bình Tân

Tứ phủ công đồng (chữ Hán: 四府公同) hay Tứ phủ Vạn Linh (chữ Hán: 四府萬靈) là một khái niệm trong tín ngưỡng thờ Mẫu Việt Nam. Các vị thần khâm sai của tứ phủ được thờ tại hầu hết các đền, phủ, chùa chiền ở miền Bắc Việt Nam. Khi phát triển về miền Trung được giao thoa phối thờ tại điện Hòn Chén ở Huế cùng với Mẫu Thiên Y A Na (nguyên là một nữ thần của người Chăm của đạo Bà La Môn, được nhập vào hệ thống Tứ Phủ và thờ làm Mẫu Thiên Phủ).